# Leopold Schrötter von Kristelli
Leopold Schrötter von Kristelli, född 5 februari 1837 i Graz, död 22 april 1908 i Wien, var en österrikisk läkare. Han var son till Anton Schrötter von Kristelli.
Schrötter blev 1861 medicine doktor i Wien, 1869 docent, 1875 extra ordinarie professor i hals- och bröstsjukdomar och 1893 ordinarie professor i invärtes medicin. Ursprungligen laryngolog, omfattade Schrötter med livligt intresse också andra grenar av den invärtes medicinen. Särskilt tilldrog sig bröstsjukdomarna hans uppmärksamhet, och redan 1883 uttalade han sina idéer om sanatoriebehandling av lungsoten. 
Bland hans skrifter märks bearbetningen av hjärtsjukdomarna i Hugo von Ziemssens "Handbuch der inneren Medizin", Vorlesungen über die Krankheiten des Kehlkopfes, der Luftröhre, der Nase und des Rachens (1887-92; andra upplagan 1893) samt Erkrankungen des Herzbeutels und der Gefässe (i Hermann Nothnagels "Handbuch der speziellen Pathologie und Therapie", 1899-1901).

## Fotnoter
1. 1 2  Who Named It?, Whonamedit?-ID: 1734, läst: 9 oktober 2017.[källa från Wikidata]
2. ↑  Gemeinsame Normdatei, läst: 11 december 2014.[källa från Wikidata]
3. ↑  Gemeinsame Normdatei, läst: 30 december 2014.[källa från Wikidata]